# Greco di Bianco

DOC Greco di Bianco

Greco di Bianco ist der Name eines DOC/DOP-Weins (Denominazione di Origine Controllata/Protetta) in Kalabrien. In der sehr kleinen, am Ionischen Meer gelegenen Appellation wird ein gleichnamiger süßer Dessertwein in der Methode eines Passito gekeltert. Für DOC-Weine ist nur die weiße Rebe Greco Bianco (di Gerace) zugelassen, die nicht mit anderen in Süditalien verbreiteten Greco-Bianco-Reben, sondern mit der Malvasia di Lipari identisch ist. Auf den Liparischen Inseln, vornehmlich auf Salina (Insel) wird aus Trauben dieser Rebe ebenfalls ein berühmter Passito, der Malvasia delle Lipari, hergestellt. Das Gebiet liegt innerhalb der Magna Graecia, sodass angenommen wurde, dass die Herkunft dieser Rebe in Griechenland liegt, doch haben neuere DNA-Untersuchungen diese Annahme nicht bestätigt. Zweiter namensgebender Bestandteil der Bezeichnung für Wein und DOC ist der Ort Bianco, innerhalb dessen Gemeindegrenzen fast das gesamte Weinbaugebiet der Appellation liegt.
In den 1960er Jahren drohte die Produktion dieses einstmals sehr anerkannten und stark nachgefragten Weines völlig zum Erliegen zu kommen. Um diesem Niedergang entgegenzuwirken, wurde 1980 die DOC als erstes geschütztes Ursprungsgebiet Kalabriens ins Leben gerufen. Die Vorschriften wurden zuletzt am 7. März 2014 aktualisiert.
Früher wurde ein Greco di Bianco fast ausschließlich auf 500 Milliliter fassende Bocksbeutel gezogen, heute kommen auch andere Flaschenformen mit diesem Fassungsvolumen zum Einsatz.
Die Produktion eines qualitativ hochwertigen Produktes ist aufwändig; die Produktionsmenge beträgt im Durchschnitt jährlich weniger als 200 Hektoliter, ist aber sehr starken Schwankungen unterworfen und kann in manchen Jahren wie zum Beispiel 1995/96 fast zur Gänze ausfallen. Deshalb ist ein guter Greco di Bianco hochpreisig und außerhalb Italiens nur schwer erhältlich.

## Lage, Boden und Klima

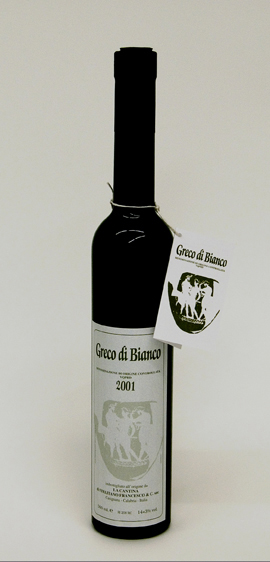
Eine Halbliterflasche Greco di Bianco

Die DOC liegt innerhalb der Gemeindegrenzen des kleinen kalabrischen Küstenstädtchens Bianco. Sie erstreckt sich entlang der Nordwestküste des Ionischen Meeres und reicht einige Kilometer ins Hinterland, wo das Gebiet der westlichen Nachbargemeinde Casignana erreicht wird, das teilweise ebenfalls zum Anbaugebiet gehört. Das Gebiet ist hügelig mit Erhebungen bis 200 Meter. Die meisten Weinberge liegen in Hanglagen, die in südliche Richtungen abfallen. Die pliozänen Sedimente, die auf kristallinem Grund ruhen, haben karge, nährstoffarme, sandige Ton- und Mergelböden gebildet, die über eine gewisse Wasserhaltekapazität verfügen.
Das Klima ist ausgesprochen sommerheiß mit fehlenden oder nur sehr geringen Niederschlägen zwischen Mai und September. Trotz der etwas ausgleichenden Wirkung des nahen Meeres sind in dieser Zeit Tagestemperaturen über 30 °C häufig. In den Spätherbst- und Wintermonaten werden die Böden ausreichend für den Austrieb durchfeuchtet, doch leiden die Reben, obwohl sehr gut an diese Klimabedingungen angepasst, an Hitze- und Wasserstress. Tropfbewässerung ist erlaubt, wird aber kaum praktiziert. Das völlige Ausbleiben von Regenfällen während der Vegetationsperiode kann zu gravierenden Ernteausfällen führen.

## Weincharakteristik
Ein Greco di Bianco muss mindestens zu 95 % aus der Rebsorte Greco Bianco (di Gerace) bestehen. Meist wird der Wein reinsortig ausgebaut, wenn nicht, kommen als Verschnittweine solche aus verschiedenen in Kalabrien zugelassenen Weißweinreben in Frage, deren Aufgabe es vor allem ist, die notwendige Säure zu liefern. Die sehr spät gelesenen Trauben werden einige Wochen auf Strohmatten getrocknet, anschließend entrappt und schonend gepresst. Die langsame, gekühlte Gärung bricht im Idealfall selbständig ab, oder wird gestoppt, wenn der Wein etwa 14–15 Volumenprozent Alkohol erreicht hat. Zu diesem Zeitpunkt ist meist noch soviel Restzucker vorhanden, um dem Wein einen süßen, aber nicht aufdringlich süßlichen Grundgeschmack zu verleihen. Nach den Regularien muss der Restzuckergehalt wenigstens 3 % potenziellen Alkohol (= etwa 50 g/Liter Zucker) bei einer Gesamtsäure von mindestens 6 g/Liter betragen. Einfache Produkte reifen mindestens ein Jahr in Kastanienfässern, Weine aus besonderen Lagen und/oder Jahrgängen entsprechend länger. Vermarktet werden darf ein Greco di Bianco frühestens im November des der Lese folgenden Jahres.
Je nach Alter ist ein Greco di Bianco von leuchtend goldgelber Farbe, die nach und nach in einen leicht rötlichen Kupferton übergeht. Ältere Weine verlieren etwas an Süße. Sie sind keine eigentlichen Dessertweine mehr, sondern eher Weine, die für sich allein in einer ruhigen Stunde getrunken werden. In Italien wird dieser nicht exakt zu definierende Weintyp Vino da meditazione genannt.  Sorgfältig vinifizierte Produkte weisen einen intensiven Orangenduft sowie Aromen von Zitrusfrüchten, insbesondere von Bergamotte auf, später mehr nach getrockneten Aprikosen und kandierten Früchten. Die beste Trinkreife erreicht ein gelungener Greco di Bianco nach etwa fünf Jahren, bleibt aber weitere 10–20 Jahre und länger ohne wesentlichen Qualitätsverlust lagerfähig. Junge Weine sollten recht kalt, bei etwa 10 °Celsius getrunken werden, ältere können eventuell etwas temperierter serviert werden.